# Ilona Weiss
Ilona Weiss, conocida bajo el seudónimo de Elisabeth von R., fue una joven de origen húngaro cuyo caso fue estudiado por Sigmund Freud en sus Estudios sobre la histeria (1895). Freud trató a Ilona desde el otoño de 1892 hasta julio de 1893.

## Biografía
Ilona nació en Budapest en 1867, era la tercera hija de una acomodada familia judía húngara. En su infancia, ella y su familia se instalaron en Viena, luego de que su padre Max Weiss, se instalara allí como inversor, tras haber dirigido durante años a la empresa mayorista Gersen Spitzer & Co, heredada de su padre Moritz Weiss.
A los veinticuatro años, acudió a Freud aquejada de dolores en las piernas y dificultad para caminar, problemas que llevaba experimentando durante dos años. Freud confirmó el diagnóstico de histeria que se le había realizado y observó que: 

cuando se le pellizcaba la piel o los músculos hiperbáricos de las piernas, su rostro reflejaba una expresión peculiar, más de placer que de dolor. Gritaba como si estuviera experimentando una sensación voluptuosa de cosquilleo, se ruborizaba intensamente, echaba hacia atrás la cabeza y cerraba los ojos

 (1895).

## Caso clínico
Después de un período inicial de cuatro semanas en el que se le recetaron tratamientos eléctricos, Freud le propuso someterse a una cura catártica que resultó ser una de las más difíciles que había emprendido hasta entonces. Aunque la paciente era resistente a la hipnosis, se tumbaba con los ojos cerrados pero aún era capaz de moverse, abrir los ojos y sentarse. Fue entonces cuando Freud aplicó su "técnica de concentración", la misma que estaba utilizando en otra paciente suya en ese momento, la señorita Lucy R.
Fue durante este tratamiento que Freud se convenció de que Ilona ocultaba un secreto, pero sus comentarios iniciales no tuvieron efecto a pesar de su naturaleza dramática. La historia familiar de Ilona se caracterizaba por enfermedades cardíacas y la muerte de su padre, a quien ella amaba profundamente y para quien "ocupaba el lugar de un hijo y de una amiga con quien podía intercambiar pensamientos" (1895). Freud comprendió que su enfermedad había comenzado con dolores en las piernas, que surgieron mientras cuidaba a su padre enfermo, aunque ella no fue consciente de ellos hasta dos años después de su muerte. La enfermedad y muerte de su hermana, quien también sufría una enfermedad cardíaca agravada por el embarazo, seguidas de una pelea entre sus cuñados, coincidieron con los dos años de desarrollo de su enfermedad.
Una mejora se produjo cuando ella misma proporcionó la fuente de su conversión histérica: sus dolores comenzaron en el lugar de su muslo donde, cada mañana, su padre colocaba su pierna inflamada para que ella cambiara los vendajes. A partir de ese momento, "sus piernas doloridas comenzaron a 'participar en la conversación' durante nuestros análisis" (1895, p. 141). Durante esta etapa de abreacción en el que, escribe Freud, "a veces seguía las fluctuaciones espontáneas de su condición y a veces seguía mi propia evaluación de la situación cuando consideraba que no había agotado por completo alguna parte de la historia de su enfermedad" (1895, p. 149), a su vez, Elisabeth le repetía a Freud que no estaba mejorando a pesar de su confesión, y Freud señaló que "cuando me miraba mientras decía esto con una mirada astuta de satisfacción ante mi desconcierto, no podía evitar recordar el juicio del viejo Herr von R. sobre su hija favorita, que a menudo era 'descarada' y 'malcriada'" (1895, p. 141).
Luego, experimentó con el fenómeno que pronto modificaría su concepción de la psicoterapia: "En el transcurso de este trabajo difícil, comencé a atribuirle una mayor importancia a la resistencia que ofrecía la paciente en la reproducción de sus recuerdos y a recopilar cuidadosamente las ocasiones en las que era especialmente marcada" (1895, p. 154). Fue por su cuenta que utilizó públicamente por primera vez (esta información se encuentra seis meses después en el Borrador H, fechado el 24 de enero de 1895, en 1950a) un concepto teórico clave: "se puede demostrar con probabilidad que también se produce una conversión completa, y que en ella la idea incompatible ha sido 'reprimida' [verdrängt], ya que solo una idea de muy leve intensidad puede serlo".
En la primavera de 1893, un fuerte dolor volvió cuando ella escuchó, en una habitación contigua al consultorio de Freud, a su cuñado que había venido a recogerla. Esto permitió a Freud descubrir su "secreto": se había enamorado de su cuñado. Se había acercado más a él como resultado de la enfermedad de su hermana, y al morir, no pudo reprimir el pensamiento de que ahora él estaba libre. A pesar de las negaciones de su paciente, Freud insiste e incluso solicita el testimonio de la madre de la joven, quien confirmó que lo había sospechado. El tratamiento concluyó en julio de 1893 con el llamado a la madre para que ayudara. Esto tendría repercusiones más adelante, ya que la hija se rebeló y se negó a volver a ver a Freud porque consideraba que había traicionado su secreto.

## Luego del tratamiento
Freud, confiado en su tratamiento, nota: "En la primavera de 1894 me enteré de que iba a un baile privado al que pude conseguir una invitación, y no dejé escapar la oportunidad de ver a mi antigua paciente girar en un animado baile" (1895, p. 160). Cuando preparó el estudio de caso para los "Estudios sobre la histeria", se enteró por Wilhelm Fliess (a quien le había dado el texto para que lo leyera) el 14 de julio de 1894, que acababa de comprometerse.
Según las revelaciones de la hija de Elisabeth, contó la historia de manera algo diferente. "Describió a Freud como 'solo un joven especialista en nervios al que me enviaron. Intentó persuadirme de que estaba enamorada de mi cuñado, pero eso no era realmente cierto". Sin embargo, su hija agrega que la descripción de Freud sobre la historia familiar de su madre era sustancialmente correcta y que el matrimonio de su madre fue feliz" (Gay, p. 72).
En este contexto, Freud escribió: "Esta fue mi primera análisis completa de una histeria. Me permitió, por primera vez, con la ayuda de un método que luego usaría como técnica, eliminar material psíquico en capas, lo cual me gusta comparar con la técnica de desenterrar una ciudad enterrada" (1895, p. 139). Sin embargo, el tratamiento es menos importante históricamente por el espectacular descubrimiento del "secreto del amor" revelado, que porque le demuestra a Freud el mecanismo de conversión, su vínculo con un padre con el que se identifica sin sacar aún las conclusiones pertinentes, y la resistencia que debe superar mediante la creencia en su método, para eliminar, más allá de la relativa libertad de asociación que permite a su paciente a través del habla, capa por capa, el material psíquico que bloquea el retorno de los recuerdos reprimidos.